# 9.ª Brigada Mixta (Ejército Popular de la República)
La 9.ª Brigada Mixta, fundada originalmente como 1.ª Brigada Bis, fue una unidad del Ejército Popular de la República que luchó durante la Guerra Civil Española. Durante toda la guerra permaneció integrada en la 11.ª División y tomaría parte en las principales batallas que tuvieron lugar a lo largo de la contienda.

## Historial
Constituida el 23 de enero de 1937, originalmente se creó como una unidad desdoblada de la 1.ª Brigada Mixta del mayor Enrique Líster, por lo que originalmente se la denominó «1.ª Brigada Bis». Estuvo compuesta en su mayoría por militantes de ideología comunista. La Brigada Líster había cedido varios batallones: el «José Díaz», el «Heredia» o el «Thälmann».
El 16 de febrero se hallaba desplegada en la zona de Vallecas, pero fue enviada al frente para participar en la Batalla del Jarama integrada en la denominada División «C» —luego renombrada como 11.ª División—. El día 19 combatió duramente por la posición del Pingarrón. Unas semanas más tarde marchó al Frente de Guadalajara para hacer frente a la ofensiva de las tropas italianas del CTV. El 11 de marzo la 9.ª BM logró detener el avance enemigo a la altura de Torija y estabilizar la situación.

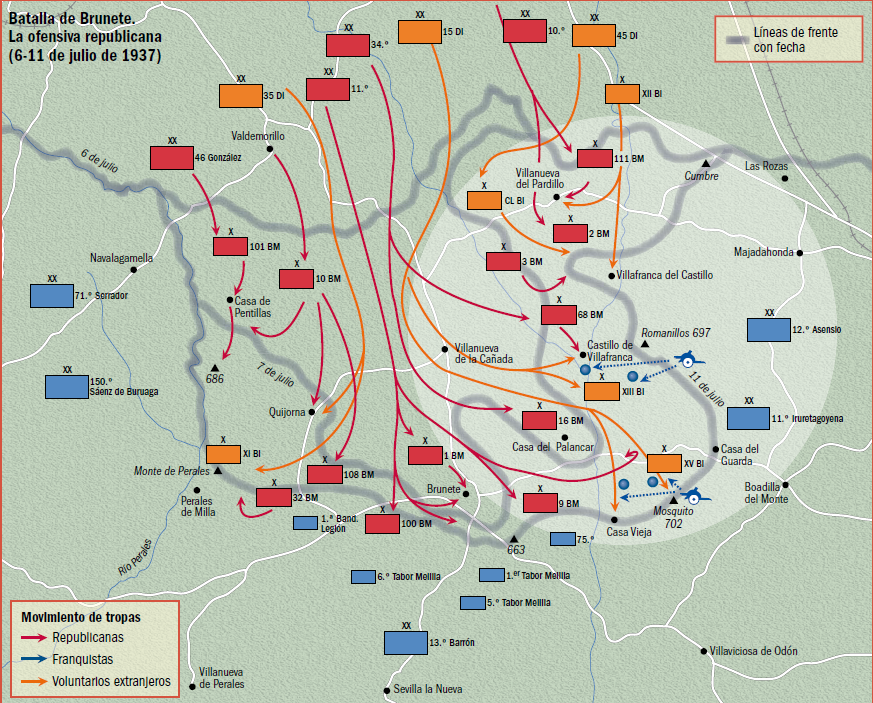
Mapa del ataque republicano en el sector de Brunete. Operaciones del 6 a 11 de julio de 1937.

En julio participó en la Batalla de Brunete junto a las brigadas mixtas 1.ª y 100.ª, que estaban compuestas por tropas veteranas de la división. El 5 de julio comenzó la operación, logrando la 9.ª BM rebasar Brunete y proseguir su avance hacia el río Guadarrama. Sin embargo, al día siguiente chocó con la dura resistencia de un batallón del Regimiento «San Quintín», entablándose una dura lucha entre ambas unidades. En el combate que le siguió cayeron muertos numerosos oficiales de la brigada, entre ellos el propio comandante de la unidad, Gonzalo Pando, o el jefe del Batallón «José Díaz». Se mantuvo en sus posiciones defensivas durante buena parte de la batalla, pero el 24 de julio debió retirarse ante la superioridad franquista. Poco después finalizarían los combates.
Al mes siguiente se marchó al Frente de Aragón junto al resto de la 11.ª División, participando en la disolución del Consejo Regional de Defensa de Aragón, así como en la fallida ofensiva de Zaragoza. En diciembre participó en la primera parte de la Batalla de Teruel, participando en el ataque que cercó a la ciudad. El 22 de enero de 1938 la brigada salió de Teruel y se estableció en retaguardia junto con la 100.ª Brigada, pero el 9 de febrero hubieron de volver para hacer frente (sin éxito) a una nueva ofensiva franquista en la zona. Al mes siguiente no pudo evitar el hundimiento del Frente de Aragón, debiendo retirarse hacia Cataluña.
El 25 de julio cruzó el río Ebro por la zona de Illetas en lo que fue la primera fase de la Ofensiva del Ebro. Ese día ocupó Miravet y Benisanet, y al día siguiente estaba combatiendo en la elevación de Puig Caballé. Hacia el 2 de agosto sus posiciones se hallaban firmemente establecidas en la Sierra de Pandols, donde a lo largo de los siguientes días sostuvo numerosos y sangrientos combates en los que incluso falleció el comandante de la brigada, Matías Yagüe. El mayor Yagüe llegaría a ser propuesto para la Placa Laureada de Madrid. El 11 de agosto las bajas de la unidad eran tan elevadas que tuvo que ser relevada y enviada a retaguardia para reconstituirse. El 6 de septiembre volvió a primera línea del frente, cubriendo la retirada de la 100.ª Brigada Mixta desde la cota 565. Al día siguiente las posiciones de la 9.ª BM se situaban en la Sierra de Lavall de la Torre. Continuó resistiendo los contraataques franquistas hasta que a principios de noviembre debió retirarse al otro lado del río.
Cuando el 23 de diciembre comenzó la Ofensiva de Cataluña, la brigada se hallaba situada cerca de Alcanó y desde allí ofreció una fuerte resistencia: en los primeros días de combates sus cañones antitanque destruyeron 12 blindados italianos. Pero a comienzos de enero todo el frente cedió y tuvo que retirarse hacia el norte. El 2 de febrero intentó defender Gerona, sin éxito, continuando su marcha hacia la Frontera francesa. Al atardecer del 9 de febrero pasó a Francia, desapareciendo la unidad.

## Mandos
Comandantes
- Mayor de milicias Gonzalo Pando Rivero;
- Mayor de milicias José Montalvo Villares;
- Mayor de milicias Joaquín Rodríguez López;
- Mayor de milicias Matías Yagüe;[11]
- Mayor de milicias Gregorio Ramírez;

Jefes de Estado Mayor
- capitán de Infantería Francisco Pozo Olivares;[12]
- teniente de milicias José Martínez García;

Comisarios
- Ángel Barcia Galeote, del PCE;[13]
- José del Campo, del PCE;
- Rafael Cuevas Lluesma;